# 1951年9月15日月食
1951年9月15日月食为一次在协调世界时1951年9月15日出現的半影月食。該次月食半影食分為0.828、全影食分為-0.188。

## 概述
這次月食的食分是23.47。

## 基本參數
- 類型：半影月食
- 食甚資料：
  - 日期：1951年9月15日
  - 時間：12:27
  - 月球位置：赤經23.47度、赤緯-2.3度
  - 食分：半影食分：0.828、全影食分：-0.188

## 外部連結
- NASA月食專頁（页面存档备份，存于）（英文）